# Via Ventiquattro Maggio
Via Ventiquattro Maggio (o XXIV Maggio) è una strada di Roma che da via Nazionale conduce verso piazza del Quirinale. Fa da confine tra i rioni di Monti e Trevi.

## Storia

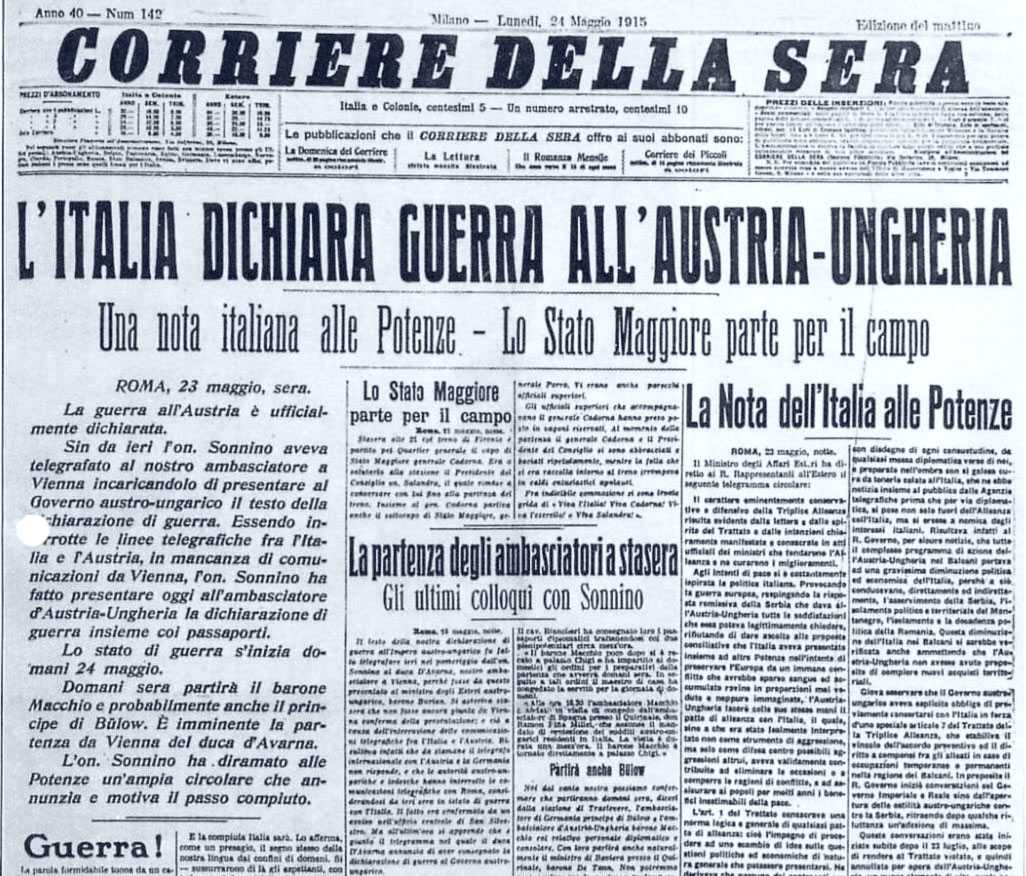
L'annuncio della dichiarazione di guerra

La strada fu istituita l'8 giugno 1917 a seguito della mozione n. 370 di alcuni consiglieri comunali che recita:
«I sottoscrittori propongono che ad una delle importanti vie della città sia dato il nome storico "XXIV Maggio".»
«Dice l'on. Presidente che l'Amministrazione con animo lieto accoglie la proposta che rispecchia il patriottico sentimento di Roma in questa ora gloriosa e solenne. Nel comunicare che alla storica data del XXIV Maggio sarà probabilmente intitolato il tratto che congiunge via Nazionale a piazza del Quirinale l'oratore pone ai voti la proposta, ch'egli ritiene debba essere approvata per acclamazione.

Il Consiglio, plaudendo, approva ad unanimità la proposta.»
L'odonomastica romana così descrive il nome: Giorno dell'entrata in guerra dell'Italia contro l'Austria (1915).
Sulla strada si trovano la chiesa di San Silvestro al Quirinale, il Palazzo Mengarini, giardini di Montecavallo (villa Colonna) e le Scuderie del Quirinale sul lato del rione Trevi, il Palazzo Pallavicini Rospigliosi sul lato del rione Monti.